# NRP Tejo (contratorpedeiro)
O Tejo foi o primeiro contratorpedeiro ao serviço da Marinha Portuguesa e o primeiro a ser construído em Portugal. Era o navio da Marinha Portuguesa mais rápido do seu tempo batendo um recorde de 27 nós. Inicialmente era um navio polivalente, que podia operar, indiferentemente, como canhoneira, torpedeiro ou contratorpedeiro. Daí ter sido classificado, no início da sua vida activa, como 'canhoneira-torpedeira'.
Foi iniciada em 1900 a sua construção no Arsenal da Marinha, em Lisboa, segundo o projeto do engenheiro naval francês Alphonso Croneau,e era um navio canhoneiro-torpedeiro de aço, híbrido na sua função e de linhas estranhas.
Estava incluído no plano de reequipamento da Marinha Portuguesa, levado a cabo durante o reinado de D. Carlos I. Classificado, inicialmente, como "canhoneira-torpedeira", o Tejo foi projetado para ser multifuncional e servir de canhoneira, de torpedeiro e de contratorpedeiro.
A seguir à implantação do regime republicano,em 1910, a designação do navio passou a ser NRP Tejo (indicativo visual: T).
Américo Thomaz serviu nesta embarcação no serviço de escolta aos comboios que se dirigiam para a Inglaterra e Norte de França de 1916 em diante e em 1918 serviu como oficial imediato (na altura 1º Tenente).
De observar que a designação "Tejo" já tinha sido atribuída a uma canhoneira da Marinha Portuguesa, em 1868. A mesma designação voltou a ser atribuída a dois contratorpedeiros da Classe Vouga, construídos a partir de 1931 (o segundo navio substituindo o primeiro que tinha sido vendido à Colômbia).

## História
A sua construção teve início em 1900 e entrou ao serviço da Real Armada a 18 de Abril de 1904.
O Tejo entrou ao serviço em 1904 mas os seus testes prolongaram-se até 1906.
Teve um grave acidente com o encalhe nas Berlengas a 25 de Agosto de 1910, onde perdeu 11m da proa.
Entretanto, a seguir à implantação do regime republicano, a designação do navio passou a ser NRP Tejo (indicativo visual: T).
Os testes e a operação do navio levaram à conclusão que a sua multifuncionalidade limitava cada uma das suas capacidades. Foi então decidido transformar este navio num contratorpedeiro, tendo para tal sido aprovado o projeto da autoria do engenheiro naval António Jervis de Athouguia. O plano de remodelação alterou o formato da proa e alterou as chaminés, alterando de quatro para duas. Recebeu um novo castelo e a mastreação foi alterada.  
A sua reconstrução foi decidida em 1912, mas só teve oportunidade para entrar na doca seca do Arsenal da Marinha em 1915. A sua reconstrução ficou terminada em 1916, mas só passou ao estado de completo armamento em Agosto de 1917, tendo sido o seu primeiro comandante após recuperação o Capitão-Tenente António da Câmara Melo Cabral, comando que manteve até 20 de Janeiro de 1920.
O armamento manteve-se, com excepção da peça de 65 mm que foi substituída por uma de 76 mm. Nos testes realizados o NRP Tejo bateu o recorde de velocidade, tornando-se o navio mais rápido da Marinha Portuguesa.
O contratorpedeiro Tejo foi abatido ao serviço a 14 de março de 1927 e desmantelado posteriormente.

## Armamento
Inicialmente, o contratorpedeiro Tejo estava equipado com uma peça de 100 mm(Canon de 100 mm Modèle 1891), 2 tubos lança-torpedos de 350 mm(Whitehead Mk. IX ),1 peça de 65 mm(Canon de 65 mm Modèle 1891) e quatro peças de 47 mm(QF 3-pounder Hotchkiss).
Após a sua reconstrução e rearmamento ,em 1916, foi instalado um diretor de tiro moderno de 1916 e um sistema de comunicações rádio TSF e a sua peça de 65 mm foi substituída por uma de 76 mm(QF 3-inch 20 cwt).

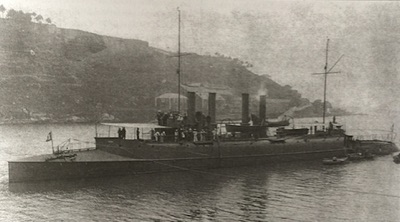
Contratorpedeiro Tejo antes do seu rearmamento

As peças e funcionalidades introduzidas aquando a sua reconstrução e rearmamento foram especialmente dirigidas para aprofundar a especialização do NRP Tejo como contra-torpedeiro como a peça de 76 mm e o diretor de tiro.
O sistema de rádio TSF foi desenhado e construído de modo a facilitar e melhorar a sua comunicação via rádio e encontrava-se na ponte do navio a meia-nau do navio.
A peça de 100 mm encontrava-se ante-a-vante da ponte do navio e os tubos lança torpedos encontravam-se um em cada um dos bordos do navio. A peça de 64 mm e posteriormente de 76 mm encontravam-se ante-a-ré relativamente à ponte da embarcação.
As quatro peças de 47 mm encontravam-se na ponte da embarcação, duas em cada bordo.

## Máquinas
O contratorpedeiro Tejo possuía 2 máquinas TE de 7 000 hp, força  que lhe permitia navegar à velocidade máxima de 27 nós.
Estas 2 máquinas de tríplice expansão de 7.000 CV, com duas hélices, foram construídos pela Forges et chantiers de la Méditerranée e fornecidos ao Arsenal da Marinha no ano de 1898.
Inicialmente, possuía 4 caldeiras arquitubulares Normand Sigaudy, tipo White Forster (adjudicadas em 1913 a Samuel White da companhia East Cowes) que foram posteriormente alteradas para 2 caldeiras maiores e eficazes. Os Alimentadores principais eram do tipo Weir e os alimentadores secundários tipo Wostington.
Tinha depois um Vaporizador e destilador do tipo Wier e usava carvão como combustível.

## Serviço
Durante a sua vida, o Contratorpedeiro Tejo participou em várias comissões de soberania nacional principalmente nas colónias de Cabo Verde e Guiné Bissau, missões às Ilhas e posteriormente na escolta de comboios e na sua defesa durante a 1 Guerra Mundial. Fez ainda missões de caça a submarinos e de resgate a embarcações como no caso do iate americano Margaret Roberts.
Após a guerra fez algumas missões na Ásia, África e maioritariamente na zona marítima de Portugal continental.

| Ano  | Mês          | Missão |
| ---- | ------------ | --- |
| 1917 | Agosto       | Escolta ao paquete ENN Portugal (Lisboa-Funchal) |
| 1917 | Agosto       | Escolta ao cargueiro TME Gaza |
| 1917 | Agosto       | Escolta ao paquete ENN África |
| 1917 | Setembro     | Deslocou-se para o Algarve para dar caça aos submarinos que se localizavam a sul do Cabo S. Vicente. Também patrulhou a zona do Cabo de Santa Maria, localização que o rebocador NRP Lidador alertou. a 30 de Setembro deslocou-se a Gibraltar para manutenção e reabastecimento. |
| 1917 | Outubro      | Escolta ao paquete ENN Mossâmedes (Lisboa-Funchal) |
| 1917 | Novembro     | Recolhe nas águas da Madeira náufragos do iate americano Margaret Roberts (535T), afundado a 16 de Novembro pelo submarino U-151, comandado Waldemar Kophamel. |
| 1917 | Novembro     | Escolta do paquete TME Índia (Funchal-Lisboa) |
| 1918 | Maio a Junho | Esteve no mar onde executou exercícios de artilharia e de máquinas. |
| 1918 | Julho        | Escolta ENN Lourenço Marques (Lisboa-Funchal) |
| 1918 | Julho        | Escolta TME Quelimane (Lisboa-Funchal) |
| 1918 | Agosto       | Escolta ENN África e o NRP Pedro Nunes (Lisboa-Funchal-Ponta Delgada) |
| 1918 | Setembro     | Atacado por um sumbarino mas sem sucesso. |

Durante o período de guerra o NRP Tejo deslocou-se em serviço aos portos de Cascais, Lagos, Gibraltar, Funchal, Ponta Delgada, Angra do Heroísmo, Setúbal, Nazaré, Buarcos, Peniche, Leixões, Sines, Viana do Castelo e Figueira da Foz, alguns várias vezes.
Foi descomissionado em 1927 após 10 anos da sua modernização , reparações e rearmamento e 23 após o seu lançamento. Fica como o navio mais rápido da Marinha Portuguesa na altura e uma embarcação bastante veloz e versátil.